# Pilea peltata
Pilea peltata là loài thực vật có hoa trong họ Tầm ma. Loài này được Hance miêu tả khoa học đầu tiên năm 1866.